# Amber Coffman
Amber Coffman, född 15 juni 1984 i Austin, Texas, är en amerikansk sångare, låtskrivare och gitarrist. Hon har varit medlem postrock/math rock-gruppen Sleeping People och i indierockgruppen Dirty Projectors 2006-2012 och solodebuterade 2017 med albumet City of No Reply. Hon hade börjat skriva albumet redan 2011 men det tog inte form på allvar förrän 2015.